# Slangkoppling
En slangkoppling är en koppling som används för att enkelt, snabbt och lösbart koppla ihop slangar med utrustning eller andra slangar. Sådana kopplingar finns i en mängd olika utföranden och material: mässing, stål, aluminium och plast.

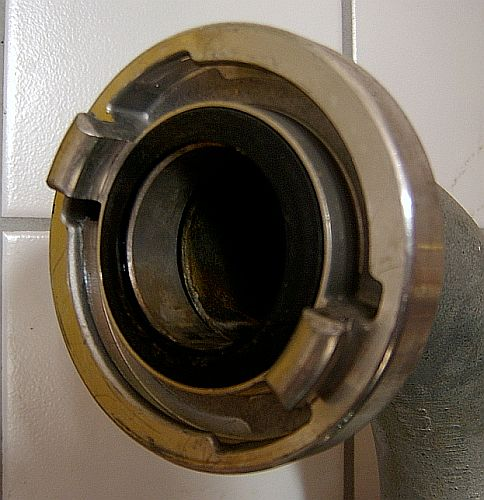
Vridkoppling typ Storz
Könlös typ, låses genom vridning ett kvarts varv.
Används i Sverige t.ex. för inkoppling av sugslang till motorsprutor.

Vissa slangkopplingar använder O-ringar eller plantätningar för att hindra läckage.
Vridkoppling är en variant där man genom att vrida kopplingsdonet kan låsa kopplingen. Ett exempel är storz-kopplingen, som uppfanns av Carl August Guido Storz  1882, patenterades i Schweiz 1890–11–28 med nr 3,134 och i USA  1893–01–03 med nr US 489107 A. Ännu efter långt mer än 100 år är konstruktionen oöverträffad.

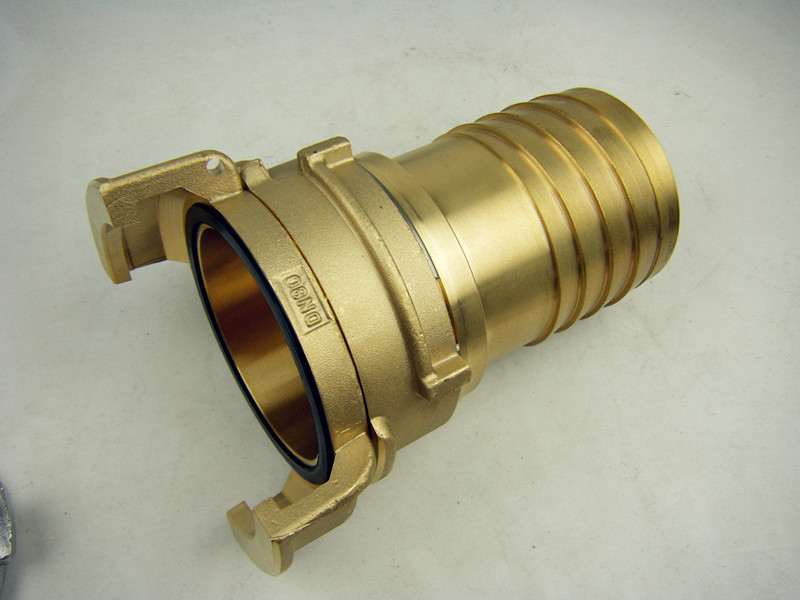
Guillemin-koppling i mässing

Många länder har olika systemstandarder, som inte passar ihop med varandra. Ett system som används av brandförsvaren i Frankrike och Belgien kallas Guillemins symmetriska system. i Spanien används ett annat, avvikande system. De olika standarderna omöjliggör effektiv samverkan vid större insatser.
I USA hade man tidigare skruvförband i brandslangar och brandposter. Det är tidsödande skarva på det sättet. Vid släckningsinsatser är det ofta bråttom, och storz-systemt är mycket snabbare. Därför har man numera i USA långsamt gått över till storzkopplingar. Äldre brandposter och torra stigarrör till flervåningsbyggnader moderniserar man nu genom att permanent skruva in anpassningsdon med storzfattning. Nyanläggningar utförs med storzkopplingar.
Perrotkopplingen med knäpphakar är ganska lättarbetad, men inte lika robust som storzkopplingen. Om man drar en perrotskarvad slang genom terrängen är det lätt hänt att knäppet fastnar i något; i värsta fall knäpps upp.

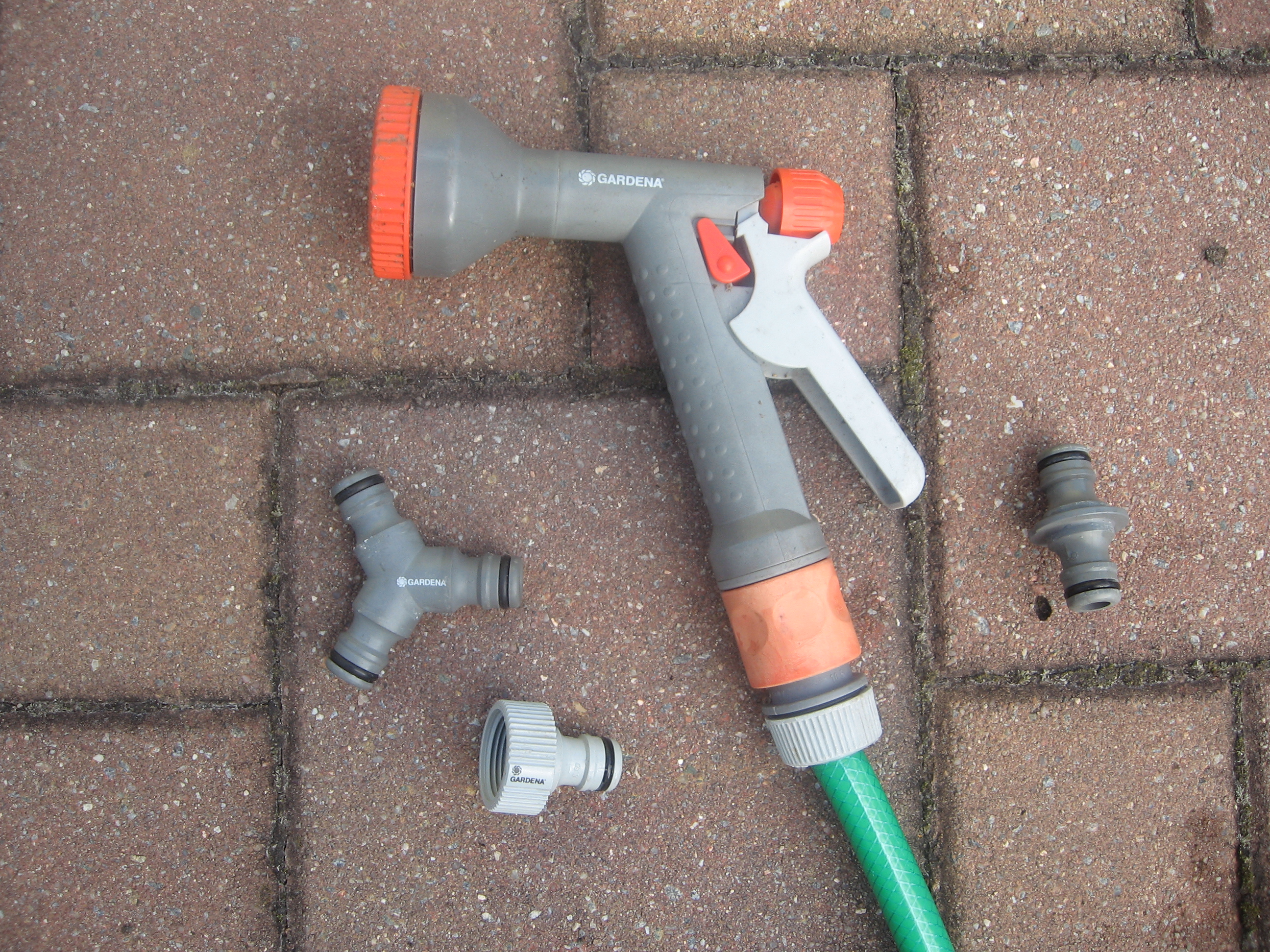
Exempel på gardena-komponenter

Trädgårdsslangar har ett standardiserat system, med hane/hona, vanligen benämnt Gardenakoppling efter företaget med detta namn. Systemet patenterades 1955 med varumärket Hozelock och salufördes av det 1959 bildade brittiska företaget  Hozelock Ltd. Gardenasystemet är utfört i plastmaterial, och tål bara måttligt höga tryck.
Klokoppling används för bl a tryckluftslang.
 

 

 

Exempel på slangkopplingar
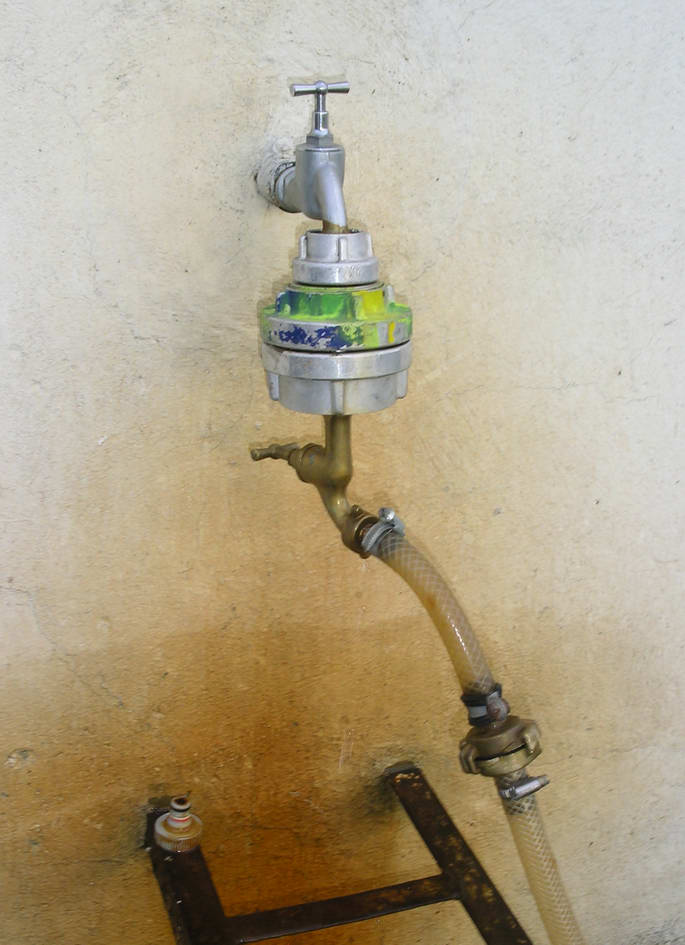
Kopplingar av trädgårdslangar Skräckbild på hur vatten-stänk på kabelstegen orsakat rost, som stänkt vidare och missfärgat väggen
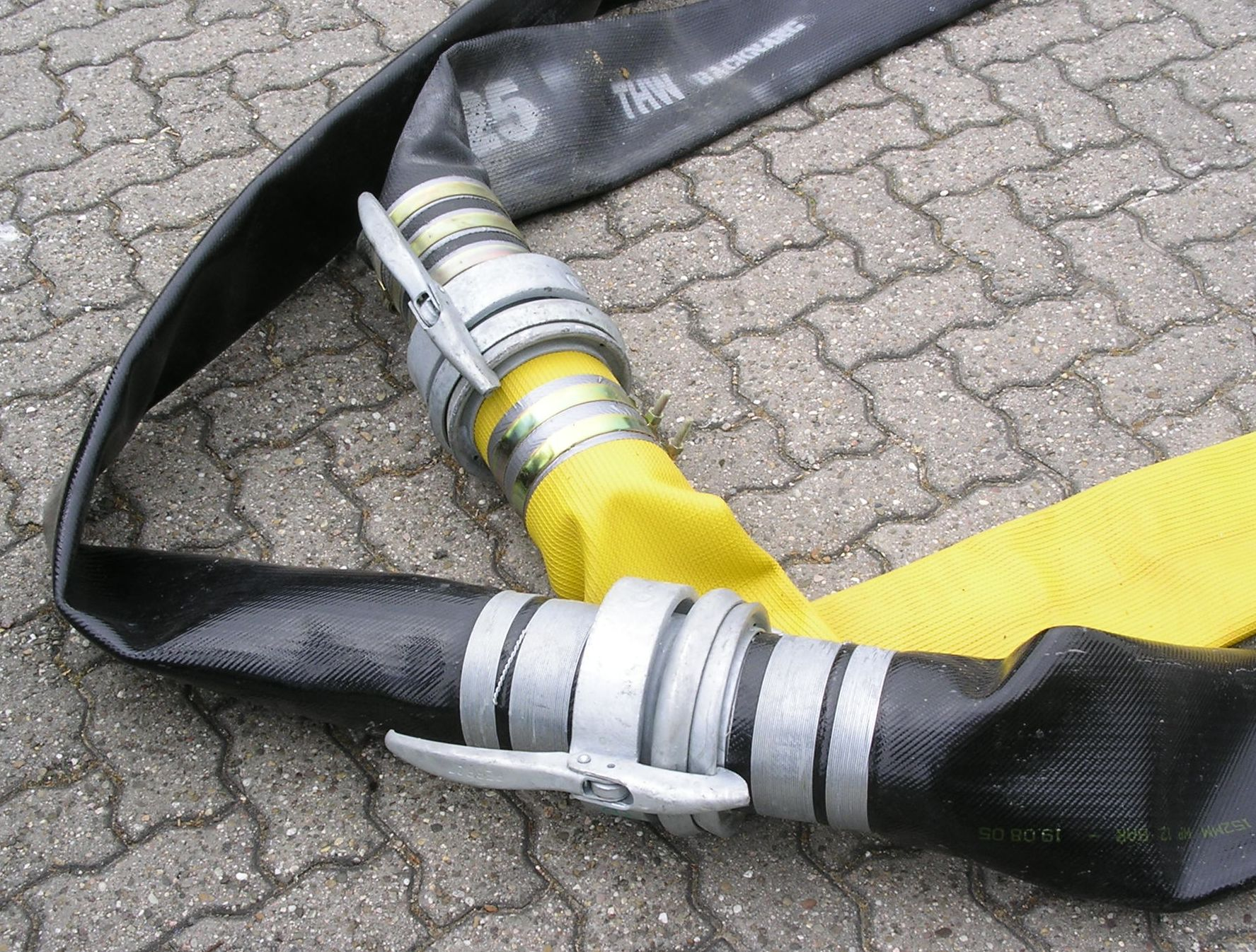
Slangar med perrot-koppling Han- och hondelar hålls samman med knäppen
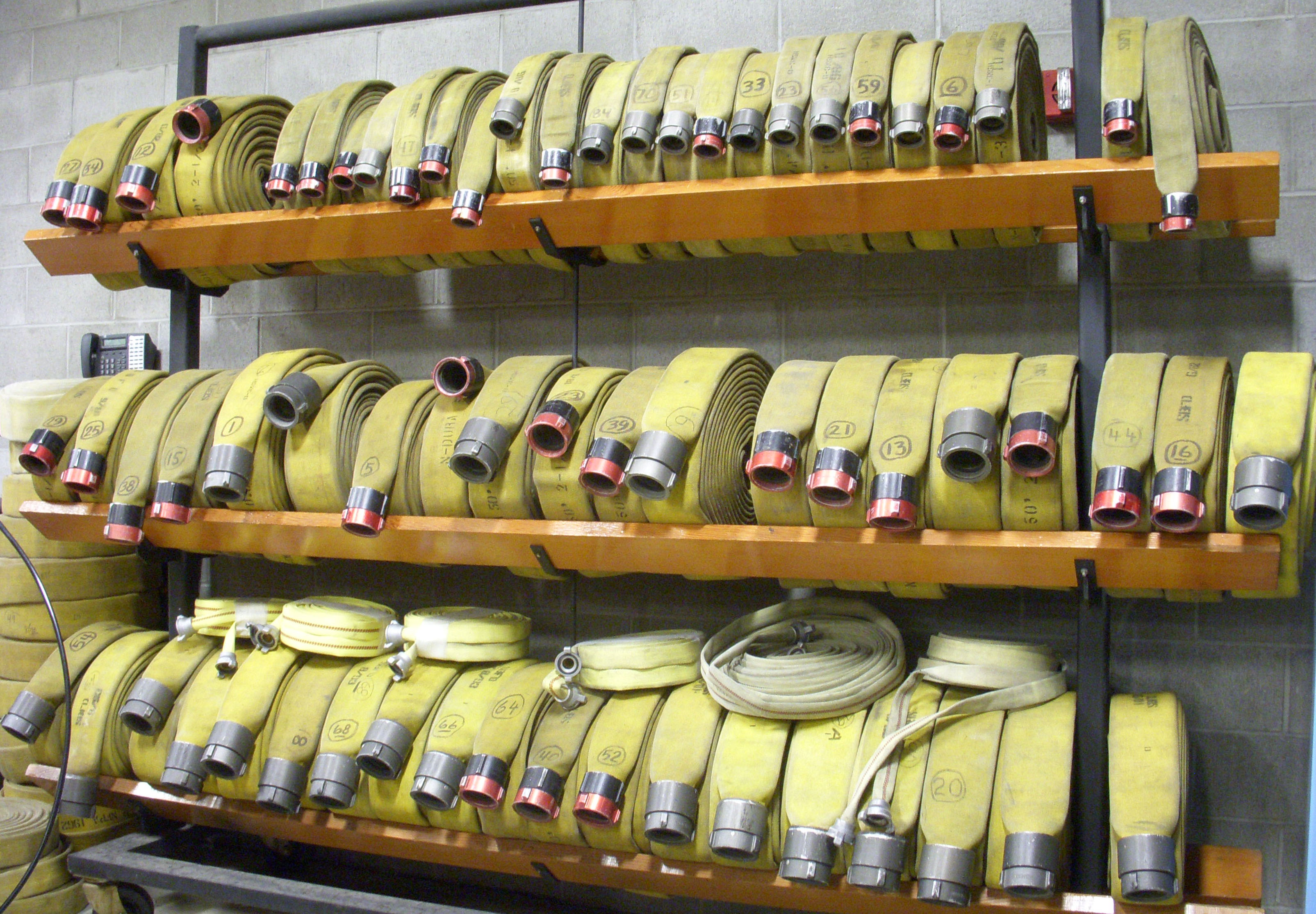
Brandslangar På understa hyllan smalslang med klokoppling Lägg märke till att alla slangar är numrerade.
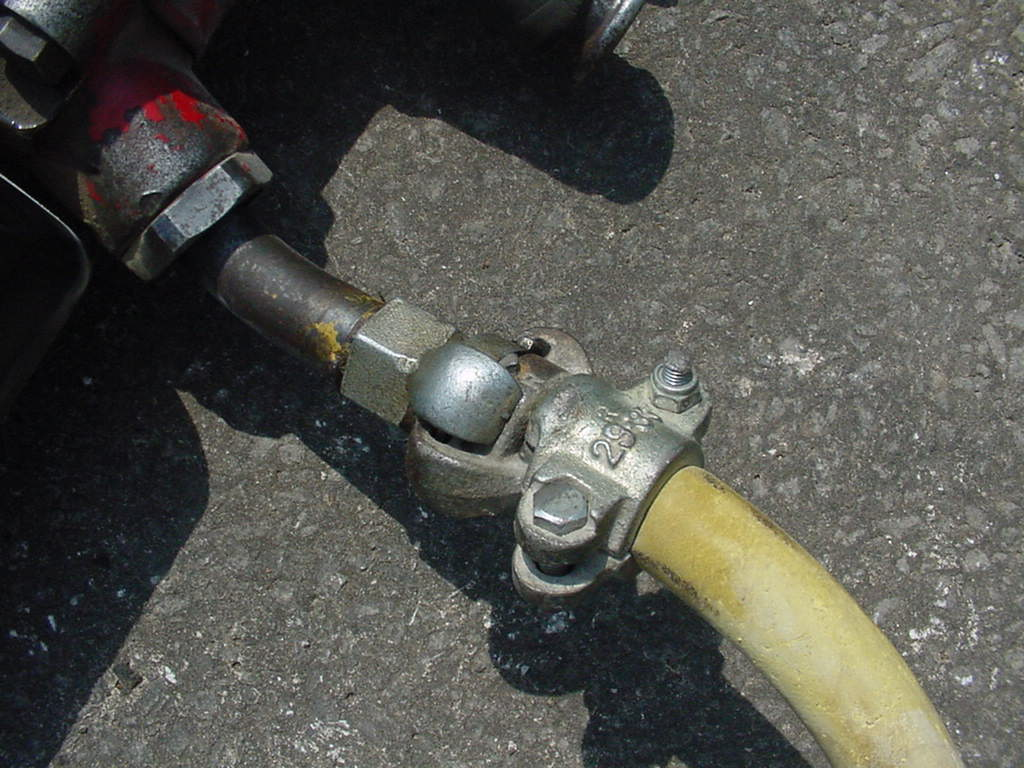
Klokoppling med två klor för tryckluft
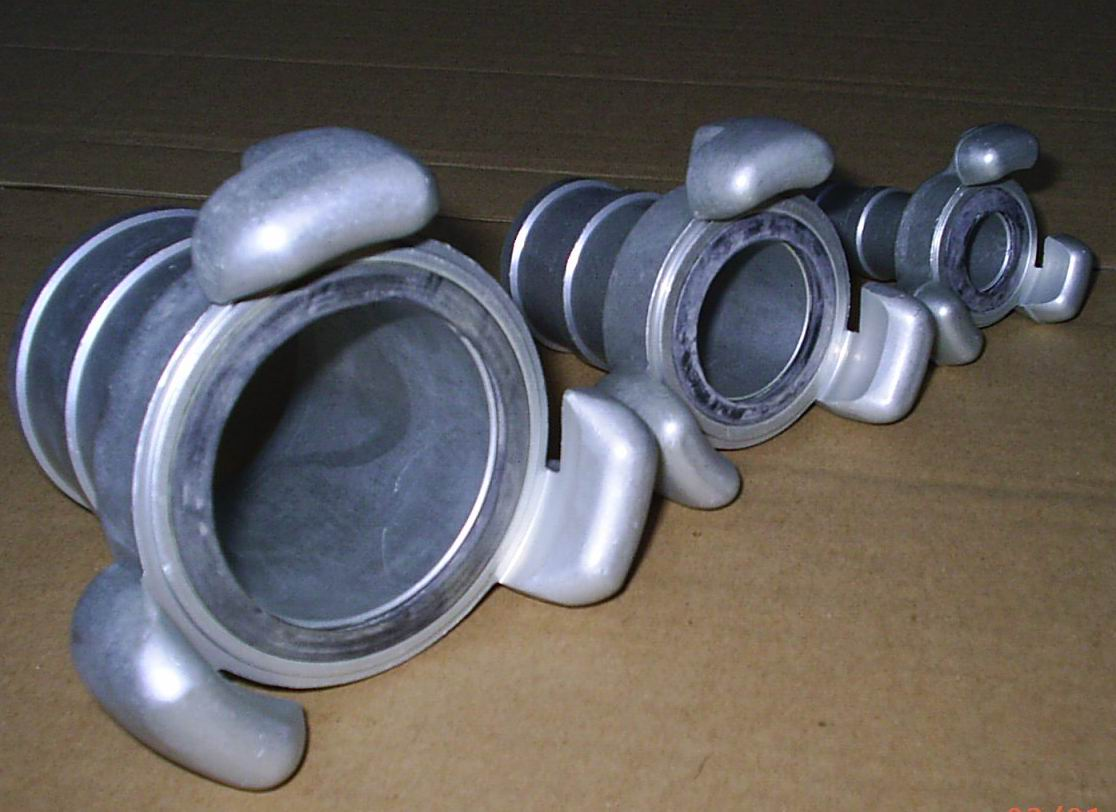
Klokoppling med tre klor Används av brand-försvaret i Spanien
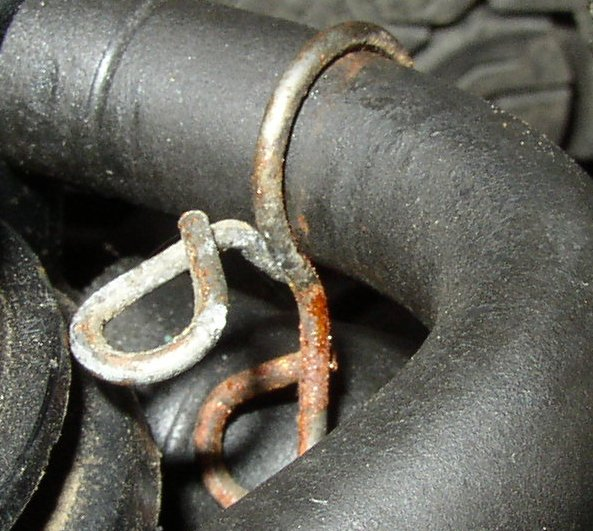
Slangklämma av fjäderstål Detta är inte en slangkoppling i egentlig mening, ty den är avsedd för en mer eller mindre fast installation
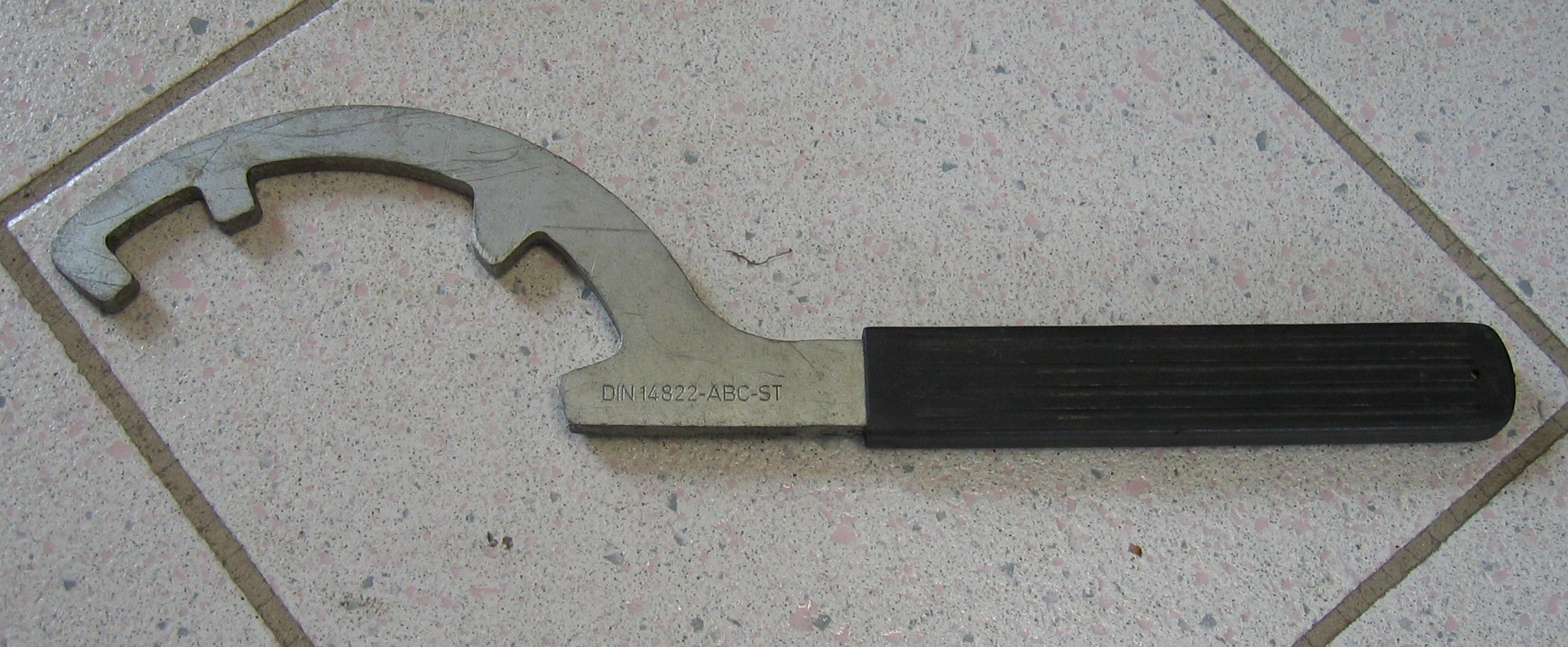
Haknyckel Hjälpverktyg för isärtagning av storzskarv som fastnat. Används alltid parvis.
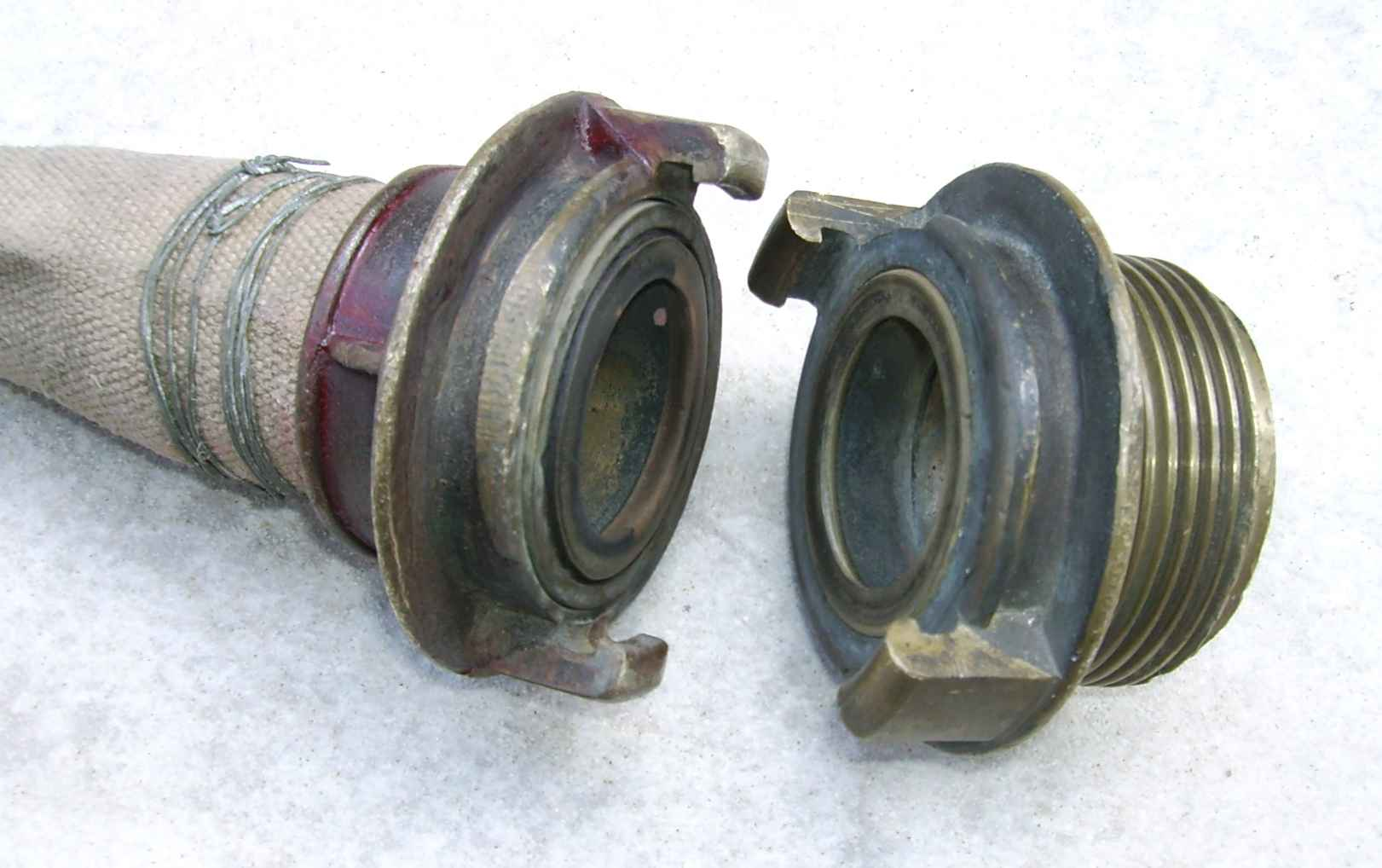
Knaustkoppling, typ K 52 från firma Wm. Knaust Användes inom brand-försvaret i f d  Österrike-Ungern och efterföljande länder ända till mitten av 1900-talet, men ej nu längre
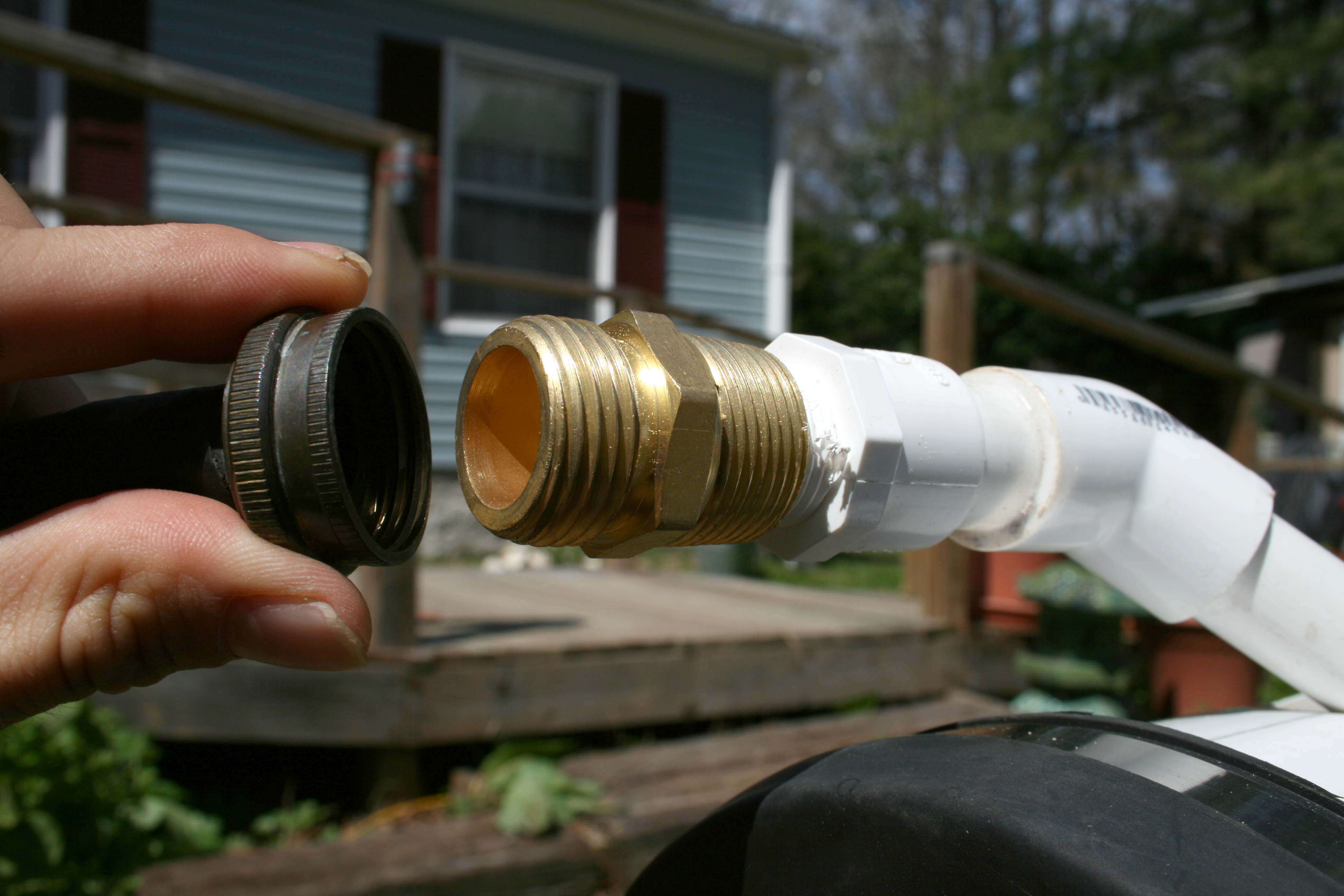
Slangkoppling typ NFT Avsedd för bevattnings-anläggningar